# Квинт Муций Сцевола (претор 215 пр.н.е.)
Вижте пояснителната страница за други личности с името Квинт Муций Сцевола.
Квинт Муций Сцевола (на латински: Quintus Mucius Scaevola) e политик на Римската република през 3 век пр.н.е.
Произлиза от клон Сцевола на плебейската фамилия Муции. Син е на Публий. Баща е на Публий Муций Сцевола (консул 175 пр.н.е.) и Квинт Муций Сцевола (консул 174 пр.н.е.).
През 215 пр.н.е. той е претор и става управител на Сардиния.